# ПФК ЦСКА (София) II
ЦСКА София II е български дублиращ футболен отбор от София, втори тим на ЦСКА (София). ЦСКА е абревиатура от Централен спортен клуб на армията (изговаря се це-се-ка). Отборът се състезава в Дублираща футболна група през сезони 2008/2009 и 2009/2010, а след това и през сезон 2016/2017 във Втора професионална футболна лига.

## История
През сезон 1950 г. се въвеждат дублиращи отбори. Отборът на ЦСКА тогава подвизаващ се под името ОНВ също участва със свой отбор в дублиращото първенство.
През периода 1960-1964 г. отборът на "Армеец" участва в Зонова футболна група "Витоша", а след това в Окръжната група. На 9 октомври 1963 г. ЦДНА (София) и ФД "Червено знаме" (София) се обединяват в едно ФД на ведомствено-териториален признак под името ЦСКА "Червено знаме". Дружеството е с обхват военнослужещите и територията на I-ви Ленински район на столицата, който преди обединението е в обхвата на ФД "Червено знаме". Към момента на обединението в групата се състезават представителния отбор на "Червено знаме" както и спортният клуб на ЦДНА - "Армеец". След обединението отборът на "Червено знаме" довършва сезона под името "Армеец", докато отборът, започнал сезона под същото име, е преименуван на "Армеец" II. След X-ти или XI-ти кръг "Армеец" II се отказва от по-нататъшно участие. Резултатите му до този момент се зачитат, а на противниците му по програма до края се присъждат служебни победи с 3:0. В периода 17-21 февруари 1964 г. "Армеец", който по-рано беше "Червено знаме" е преименуван на "Чавдар" (София). "Чавдар" (София) завършва на 8-мо място в ЗФГ "Витоша", а "Армеец" II на 14-то място.
През сезон 1981/82 се създават регионалните "В" групи ("В" РФГ), а съставът им се попълва отчасти с дублиращите отбори на клубовете от "А" група, включващи младежи до 23 г. Така в новата Софийска "В" група влиза отборът на ЦСКА "Септемврийско знаме" II. Той е базиран на стадион „Септември“ в Красна поляна и играе там домакинските си мачове. Негов треньор е Кирил Станков, а в състава са привлечени юноши от школата на основния клуб, които отбиват военна служба, както и военни от цялата страна. Този отбор завършва на 7 място в първия си сезон, а през 1982/83 печели драматично промоция за "Б" група в оспорвано съперничество с „Металург“ (Перник). През сезон 1983/84 е преименуван на "Армеец" и играе в Южната "Б" група, но изпада още същата година. Това е и последното му участие в първенствата, след като е взето решение от 1984 г. вторите отбори на елитните клубове да бъдат извадени от "В" група.
От сезон 1988/89 до 1994/95 отборът под името "Армеец" (София) участва във "В" РФГ, "А" ОФГ и "Б" ОФГ като през сезон 1990/91 участва в турнира за Купата на България, където достига до IV-ти кръг, но не стават ясни причините поради които прекратява участието си след като няма загуба. След 1995 г. продължава участието си в Армейското футболно първенство, в което е неколкократен шампион (1983, 1984, 2002).
Отборът е възстановен през 1999 за участие в дублиращото първенство през сезон 1999/2000 под името ЦСКА 2. Завършва на 3-то място след изиграване на есенния полусезон. През сезон 2001/2002 играе в Западната група на първенството на дублиращите отбори. Два мача преди края остава трети. По решение на БФС от сезон сезон 2007/08 всеки отбор участващ в А футболна група има право да има дублиращ отбор в Б футболна група. ПФК ЦСКА (София) се възползва от правото си с което Б отборът отново е възстановен. За треньор на отбора е назначен Сашо Борисов. Отборът е с цел да обиграва младите таланти от първия тим и юношестката школа. Мачовете си ЦСКА Б трябва играе на стадион „Българска армия“, а тренировки провежда на базата в Панчарево. На 31 юли 2007 бе взето решение Б отборите да започнат играят през сезон 2008/09. От сезон 2016/2017 се създава нов дублиращ отбор, който започва участието си във Втора професионална футболна лига на мястото на ПФК Литекс Ловеч II. За старши треньор е назначен Стамен Белчев. През есента на 2016 г. за временен наставник е назначен Ивайло Станев. На 9 януари 2017 г. Светослав Тодоров поема отбора. В края на сезона на Втора лига, отборът завършва на 13-о място и следва да изпадне в Трета лига, но отказва участие в нея поради неблагоприятните условия на игра в лигата. Няколко години по-късно, през сезон 2022/23, ''Армейците'' отново включват втори отбор, но този път в Югозападната Трета лига. За старши треньор е назначен бившият наставник на първия тим Стамен Белчев.

## Настоящ състав

### Технически щаб
|  | Име                | Длъжност             |
|  | ------------------ | -------------------- |
|  | Владимир Манчев    | Старши треньор       |
|  | Антонио Петков     | Помощник треньор     |
|  | Ивайло Иванов      | Треньор на вратарите |
|  | Константин Джоргов | Кондиционен треньор  |